# Attagenus multifasciatus
Attagenus multifasciatus es una especie de coleóptero de la familia Dermestidae.

## Distribución geográfica
Se distribuyen por las islas Canarias (España).